# 刘长银
刘长银（1952年—），湖北大悟人。1968年入伍。曾任成都军区副政委、广州军区副政委。中国人民解放军中将军衔。中国共产党第十八届中央纪律检查委员会委员。
曾任广州军区医学高等专科学校政委。1997年，任中国人民解放军第42集团军政治部主任。1999年9月，任第42集团军副政委。2000年2月，任广东省军区副政委。2004年3月，任广州军区联勤部政委。2010年7月，任成都军区副政委。2012年7月，调任广州军区副政委。2016年1月，因体制编制调整和到龄，作免职安排。
2011年7月晋升中国人民解放军中将军衔。